# Busso von Alvensleben (General)
Busso von Alvensleben  (* 20. Januar 1928 in Arensdorf (Steinhöfel), Kreis Lebus; † 23. Oktober 2009 in Göttingen) war ein Brigadegeneral im Heer der Bundeswehr.

## Leben
Busso von Alvensleben war der älteste Sohn von Udo von Alvensleben (1895–1970) und seiner Frau Gunild geb. von Oertzen (1904–1997). Benannt wurde er nach seinem im Ersten Weltkrieg als Flugzeugführer in der Jagdstaffel 11 gefallenen Onkel. Nach dem Schulbesuch in Lübben (Spreewald), Schlochau und Minden kam er 1942 auf die Ritterakademie (Brandenburg an der Havel), wurde aber bereits im Januar 1944 als Luftwaffenhelfer eingezogen. Nach seiner Entlassung im März 1945 floh er mit seiner Familie von Falkenberg bei Fürstenwalde, Kreis Lebus, zunächst nach Piesdorf in die Provinz Sachsen und – als diese ebenfalls von der Roten Armee besetzt werden sollte – weiter nach Alt Wallmoden, Kreis Goslar. Dort arbeitete er zunächst in einem Sägewerk, absolvierte dann eine zweijährige landwirtschaftliche Lehre mit abschließender Gehilfenprüfung in Issum und Bodelschwingh (Dortmund) und war anschließend (1949–1950) als Volontär auf dem Rittergut Besenhausen bei Göttingen tätig. Danach wechselte er den Beruf und übernahm eine Tätigkeit als Holzkaufmann in einer Holzhandelsfirma in Nienburg.
Seit dem 27. Juli 1952 war er verheiratet mit Felicitas von Klitzing (* 2. August 1921 in Hannover; † 19. Mai 2013 in Göttingen), Tochter des preußischen Regierungsvizepräsidenten und Landrats Dr. iur. Hans-Henning von Klitzing (1885–1964) auf Niederzauche, Kreis Sprottau, Schlesien und der Margarete von Stoesser (1895–1949). Sie besuchte Schulen in Nienburg/Weser, Liegnitz, Oppeln und Heiligengrabe, absolvierte ein hauswirtschaftliches Pflichtjahr, machte eine Ausbildung als landwirtschaftliche Rechnungsprüferin und arbeitete als landwirtschaftliche Assistentin und Gutssekretärin. Im September 1944 wurde sie als Luftwaffenhelferin eingezogen und erlebte das Kriegsende in einer Stellung nahe Pilsen (heute in Tschechien). Von dort schlug sie sich zu Verwandten nach Besenhausen bei Göttingen durch. Sie machte noch eine Schneiderlehre und arbeitete zunächst als Näherin für die Condor-Mantelfabrik, dann von 1949 bis 1952 als Sekretärin und schließlich als Angestellte im Katasteramt in Nienburg. Infolge des häufigen Wohnortwechsels, der durch den Offiziersberuf ihres Mannes bedingt war, übte sie danach keine Berufstätigkeit mehr aus.
Busso von Alvensleben starb am 23. Oktober 2009 in Göttingen an der Parkinson-Krankheit, seine Frau Felicitas am 19. Mai 2013 in Göttingen nach kurzer Krankheit an einem Herzversagen. Beide wurden auf dem Friedhof der Wüstung Hottenrode in Friedland (Niedersachsen) beigesetzt.

## Wirken
Seit 1956 Soldat der Bundeswehr, wurde er 1957 Leutnant, 1959 Oberleutnant, 1961 Hauptmann und 1964 Major. Er absolvierte 1962–1964 den 5. Generalstabslehrgang Heer an der Führungsakademie der Bundeswehr in Hamburg, wo er zum Offizier im Generalstabsdienst ausgebildet wurde. Danach wurde er 1964/65 zur weiteren Ausbildung an das Command and General Staff College kommandiert. Nach einer erneuten Truppenverwendung an der Infanterieschule in Hammelburg wurde er 1967–1969 als Hilfsattaché an die Deutsche Botschaft Washington, D.C. versetzt und zum Oberstleutnant befördert. Anschließend übernahm er einen Dienstposten im Referat Militärpolitik im Bundesministerium der Verteidigung in Bonn, dann an der NATO-Botschaft in Brüssel, wurde 1972 Oberst und von 1973 bis 1975 war er Militärattaché in Washington. Ab 1976 war er stellvertretender Kommandeur der Panzergrenadierbrigade 16 in Reinbek. 1978 wurde er zum Brigadegeneral befördert und bis 1981 als Militärattaché an der Deutschen Botschaft in Moskau eingesetzt. Sein letzter Dienstposten war der eines stellvertretenden Kommandeurs der 7. Panzerdivision in Unna. Seit 1986 lebte er im Ruhestand in Celle, seit 2006 in Göttingen. Er war seit 1976 Ehrenritter des Johanniterordens in der Provinzialsächsischen Genossenschaft.

## Ehrungen
- Legion of Merit (1976)
- Verdienstorden der Bundesrepublik Deutschland, Bundesverdienstkreuz am Bande (2. Juli 1981)[7]